# Петеа (Клуж)
Петеа (рум. Petea) насеље је у Румунији у округу Клуж у општини Палатка. Oпштина се налази на надморској висини од 329 m.

## Становништво
Према подацима из 2002. године у насељу је живело 153 становника, од којих су сви румунске националности.